# Christophe Antoine Gerle
Antoine Christophe Gerle, conocido como Dom Gerle (Riom, Francia, 25 de octubre de 1736 - París, Francia, 17 de noviembre de 1801), fue un monje francés de la Orden de los Cartujos que fue miembro de la Asamblea Constituyente durante la Revolución francesa, y expulsado.

## Carrera religiosa
Bajo el Antiguo Régimen, Christophe Antoine Gerle se unió a la Orden de los Cartujos temprano en su vida, profesó en la cartuja de Port-Sainte-Marie, vicario en 1767, luego prior de la de Vauclaire en 1768, de Moulins en 1780, covisitador de la provincia cartujana de Aquitania en 1781, visitador en 1785, prior de Val-Dieu el mismo año y, en 1788, de Port-Sainte-Marie.

## Carrera política durante la Revolución
El clero de la senescalía de Riom lo eligió el 21 de marzo de 1789 diputado suplente a los Estados generales. Tras la dimisión de Labastide, fue admitido para ocupar el cargo el 11 de diciembre. Lo podemos ver en el cuadro de David, El juramento del juego de pelota, aunque estuvo ausente durante el Juramento del juego de pelota, el pintor dio rienda suelta a su imaginación. Tan pronto como llegó a la Asamblea, se unió al Club de los Jacobinos.
Miembro del Comité Eclesiástico, propuso el 12 de abril de 1790 a la Asamblea Constituyente un texto tendiente a reconocer que el catolicismo sigue siendo religión de Estado, pero lo retira. Fue retomado por la derecha al día siguiente y rechazado, considerando la Asamblea que sus poderes no podían ser ejercidos sobre las conciencias y opiniones religiosas, que la majestad de la religión y el respeto debido a ella no permitía convertirla en objeto de una deliberación. Y con el mismo espíritu, la Asamblea rechazó su moción llamando a la independencia espiritual bajo las disposiciones del artículo 10 de la Declaración de los Derechos del Hombre y del Ciudadano. También habría propuesto la secularización de los sacerdotes que abandonarían el sacerdocio.
En 1791, fue elegido obispo de Meaux, pero rechazó el cargo. En noviembre de 1793, abjuró del sacerdocio.

## Escándalos esotéricos
Durante el período revolucionario, Gerle desarrolló un marcado gusto por el misticismo vinculado con ideas reformistas. Se unió a un grupo liderado por Loiseaut (visionario que creía que San Juan Bautista se le había aparecido en la persona de un mendigo) y a su muerte en 1788 se convirtió en jefe del grupo. En junio de 1790, Dom Gerle informó de las profecías de Suzette Labrousse al club de los Jacobinos y quiso presentarla a la Asamblea, Dom Gerle dice que habría profetizado en 1769 que él formaría parte de una Asamblea Nacional, y declara que la constitución civil del clero "forma parte de los planes de Dios", siguiendo las palabras de Suzette Labrousse. Luego pidió a la Asamblea Constituyente que le otorgara protección.
Gerle es invitado a los salones esotéricos de la duquesa de Borbón, se aloja en casa de un médico espiritista y luego en casa de un ebanista, donde se acentúan sus tendencias místicas. Allí escuchó las visiones de Catherine Théot, una sierva que se convirtió en profetisa, proclamándose “madre de Dios” (la Santísima Virgen) y “Nueva Eva”.
Sus adversarios, deseosos de presentar a los jacobinos como deístas no cristianos, lo criticaron durante mucho tiempo por estos vínculos con las profetisas y sus conspiraciones. Queriendo criticar indirectamente a Robespierre, que le expidió un certificado de ciudadanía, Alexis Vadier le acusa de fomentar un culto “teotista” con Catherine Théot, fuente de intrigas y complots contrarrevolucionarios, y le hace arrestar junto con sus “cómplices” el 17 de mayo de 1794; pero Robespierre lo salva. Olvidado tras la caída de Robespierre, recuperó su libertad gracias a la ley de amnistía aprobada el 25 de octubre de 1795 por la Convención Termidoriana.

## Muerte
Murió en París el 17 de noviembre de 1801.